# Мігель Герреро
Мігель Анхель Герреро (ісп. Miguel Ángel Guerrero, нар. 7 вересня 1967, Калі) — колумбійський футболіст, що грав на позиції нападника.
Виступав, зокрема, за клуби «Америка де Калі», «Атлетіко Хуніор» та «Барі», а також національну збірну Колумбії, з якою був учасником чемпіонату світу та Кубка Америки.

## Клубна кар'єра
У дорослому футболі дебютував 1988 року виступами за команду «Америка де Калі», в якій провів три сезони, взявши участь у 48 матчах чемпіонату. Більшість часу, проведеного у складі «Америка де Калі», був основним гравцем атакувальної ланки і одним з головних бомбардирів команди, маючи середню результативність на рівні 0,42 голу за гру першості. У сезоні 1990/91 недовго пограв у іспанській Сегунді за «Малагу», але не заграв і повернувся в «Америку де Калі», де пограв до 1992 року.
Після цього Мігель перейшов до іншого місцевого клубу «Атлетіко Хуніор» і відіграв за команду з Барранкільї наступні три сезони своєї ігрової кар'єри. Граючи у складі «Атлетіко Хуніора» також здебільшого виходив на поле в основному складі команди і був серед найкращих голеадорів, відзначаючись забитим голом в середньому щонайменше у кожній третій грі чемпіонату і в 1993 році став з командою чемпіоном та найкращим бомбардиром турніру.
В подальшому протягом 1994—1998 років захищав кольори клубів «Барі», з невеликою перервою на виступи за іспанську «Мериду».
Завершив ігрову кар'єру у команді «Атлетіко Хуніор», у складі якої вже виступав раніше і захищав кольори до припинення виступів на професійному рівні у 2000 році.

## Виступи за збірні
1987 року залучався до складу молодіжної збірної Колумбії, з якою був учасником молодіжного чемпіонату світу 1987 року в Чилі, забивши на ньому два голи.
1990 року дебютував в офіційних матчах у складі національної збірної Колумбії. Того ж року у складі збірної був учасником чемпіонату світу 1990 року в Італії, де був лише заміною Фредді Рінкону, Арнольдо Ігуарану та Бернардо Редіна, тому жодного разу не з'являвся на полі, а Колумбія закінчила турнір у 1/8 фіналу.
Згодом був учасником Кубка Америки 1995 року в Уругваї, на якому команда здобула бронзові нагороди, а Герреро зіграв один матч проти Еквадору (0:0), який і виявився останнім для гравця у кар'єрі.Всього протягом кар'єри у національній команді провів у її формі 6 матчів, забивши 1 гол.

## Досягнення
- Чемпіон Південної Америки (U-20): 1987
- Чемпіона Колумбії: 1993
- Бронзовий призер Кубка Америки: 1995

### Індивідуальні
- Найкращий бомбардир чемпіонату Колумбії: 1993 (34 голи)